# Gran Senda de Málaga

Beschilderung

Der Gran Senda de Málaga (GR 249) ist ein Rundwanderweg an der spanischen Costa del Sol mit einer Länge von über 650 Kilometern. Die Beschilderung wurde im Jahr 2015 vollendet.
Auf einigen Abschnitten des GR 249 verlaufen auch andere Fernwanderwege (z. B. E4, GR 92, GR 242).

## Besonderheiten
Einige Flussbettquerungen erfolgen per Furt. Aufgrund der klimatischen Besonderheiten wird von Wanderungen in der wärmsten Jahreszeit abgeraten.
Da es sich beim GR 249 um einen Rundwanderweg handelt, gibt es keinen bestimmten Start- oder Zielort. Aufgrund der guten Verkehrsanbindung beginnen bzw. beenden die meisten Wanderer ihre Tour jedoch in Málaga.

## Etappen
Die Etappenbeschreibung erfolgt „gegen den Uhrzeigersinn“.
| Etappe | Strecke                                        | Entfernung in km | Aufstieg in m | Abstieg in m |
| ------ | ---------------------------------------------- | ---------------- | ------------- | ------------ |
| 01     | Málaga – Rincón de la Victoria                 | 15,6             | 40            | 35           |
| 02     | Rincón de la Victoria – Vélez Málaga           | 24,4             | 70            | 50           |
| 03     | Vélez Málaga – Torrox                          | 19,1             | 180           | 125          |
| 04     | Torrox – Nerja                                 | 14,7             | 765           | 600          |
| 05     | Nerja – Frigiliana                             | 9,7              | 45            | 40           |
| 06     | Frigiliana – Cómpeta                           | 24,7             | 1160          | 790          |
| 07     | Cómpeta – Canillas de Aceituno                 | 25,1             | 1070          | 1040         |
| 08     | Canillas de Aceituno – Periana                 | 16,4             | 765           | 870          |
| 09     | Periana – Pulgarín Alto                        | 13,2             | ?             | ?            |
| 10     | Pulgarín Alto – Alfarnate                      | 16,6             | 720           | 485          |
| 11     | Alfarnate – Villanueva del Rosario             | 15,4             | 590           | 770          |
| 12     | Villanueva del Rosario – Archidona             | 17,2             | 390           | 365          |
| 13     | Archidona – Villanueva de Tapia                | 17,1             | 170           | 205          |
| 14     | Villanueva de Tapia – Villanueva de Algaidas   | 16,7             | 375           | 510          |
| 15     | Villanueva de Algaidas – Cuevas Bajas          | 10,1             | 260           | 460          |
| 16     | Cuevas Bajas – Alameda                         | 21,2             | 310           | 125          |
| 17     | Alameda – Fuente Piedra                        | 18,6             | 60            | 160          |
| 18     | Fuente de Piedra – Campillos                   | 15,7             | 125           | 50           |
| 19     | Campillos – Embalses del Guadalhorce           | 23,0             | 255           | 360          |
| 20     | Embalses del Guadalhorce – Estación del Chorro | 22,0             | 680           | 802          |
| 21     | Estación del Chorro – Ardales                  | 21,7             | 1350          | 1115         |
| 22     | Ardales – El Burgo                             | 22,6             | 690           | 480          |
| 23     | El Burgo – Ronda                               | 23,7             | 1040          | 875          |
| 24     | Ronda – Estación de Benaoján                   | 12,8             | 225           | 515          |
| 25     | Estación de Benaoján – Jimera de Líbar         | 9,3              | 355           | 260          |
| 26     | Jimera de Líbar – Benalauría                   | 14,5             | 540           | 840          |
| 27     | Benalauría – Genalguacil                       | 11,6             | 370           | 540          |
| 28     | Genalguacil – Casares                          | 20,5             | 770           | 880          |
| 29     | Casares – Estepona                             | 24,2             | 1170          | 2680         |
| 30     | Estepona – Marbella                            | 27,1             | 150           | 135          |
| 31     | Marbella – Ojén                                | 17,0             | 930           | 645          |
| 32     | Ojén – Mijas                                   | 50,4             | 2520          | 2340         |
| 33     | Mijas – Benalmádena                            | 18,0             | 750           | 1000         |
| 34     | Benalmádena – Alhaurín de la Torre             | 12,3             | 440           | 620          |
| 35     | Alhaurín de la Torre – Málaga                  | 13,0             | ?             | ?            |